# 2023年の航空
2023年の航空（2023ねんのこうくう）では、2023年（令和5年）の航空の状態やできごとをまとめる。
2022年の航空 - 2023年の航空 - 2024年の航空

## 概観

### 旅客航空
ICAOによれば、旅客航空は回復傾向にあり、世界の旅客数は2023年末で2019年の約95％に達し、多くの路線でコロナのパンデミック前の水準を回復した。特に成長したのは、次の路線である。
- 欧州内[1]
- 欧州　←→　米国・中東[注釈 1]・アフリカ[1]
- 米国　←→　南米・カリブ・中東・東南アジア・パシフィック[注釈 2][1]
- 中東内。および中東←→アフリカ。[1]

### 貨物航空
2023年の年間の航空貨物トンキロ（CTK）は2022年とほぼ同レベルだった。11月までは前年より若干少なかったが、12月単月のCTKが前年比+10.8％となり、年間通してみたら、前年とほぼ同じになっていた。

### 持続可能性への対応
持続可能性への対応が本格化しはじめた。
- 2023年10月に、EUはSAF含有義務化の規定を定めた（具体的には2025年2％、2030年6％ ...と設定）。
- 1月28日、Virgin Atlanticにより、100％SAFによる大西洋横断のデモフライト「Flight100」が行われた。ロンドン・ヒースロー空港（LHR）からニューヨークJFKまでの区間をSAFのみで飛んだ。
- 燃料電池・水素燃料機の開発の推進
  - ボーイングとNASAが共同開発したX-66
  - Airbusによる水素機のプロジェクト「ZEROe」は2020年に立ち上がっていたが、本年Airbus社はドイツ・オットブルンのE-Aircraft System Houseにて1.2メガワット（MW）の水素燃料電池システムの地上試験を成功させ、一歩前に進んだ（実用化は2035年前後の予定）
- 一部空港ではプライベートジェット制限の検討も進行

### 他
IATAの年次総会は6月4日-6日にトルコ共和国イスタンブール市で行われ、ホスト航空会社はペガサス航空（Pegasus Airlines） でAnadoluJetとの共同主催とされた。

## 出来事
- 1月1日 -  フィリピンで停電のため航空管制施設でトラブルが発生し、マニラ発着便を中心に多数が運航停止となった。ニノイ・アキノ国際空港では乗客５万人以上に影響が出た[3]。
- 5月28日 -  中国が自主開発した旅客機であるCOMAC C919が商業運航を開始した[4]。

## 航空事故など
アメリカ合衆国で重大なニアミスが19件発生、過去7年で最悪
米連邦航空局（FAA）は2023年1～10月で19件の重大な滑走路インシデントが発生したと報告し、2016年以来の悪い状況となった。
- アメリカでニアミスが多発するようになった背景に、管制官の人員不足、過労や睡眠不足、自動化システムの不備などの要因があるとの指摘が出ている。
  - ここ10年で、航空交通の量は著しく増加したというのに、FAAの認証管制官の人数は1,000名も減少した[5]
  - 本年1月以来ニアミス事故が連発したことで、その対策強化のために管制官らが疲れてしまった[5]。つまり、ニアミス事故→対策→疲労→ニアミス事故→対策...という悪循環が起きた。
  - 航空便のパイロットの経験不足も一因と指摘されている[5]
  - アメリカで時代遅れのシステムが今でも使われ続けているのも一因[5]

対策

FAAは、一連のニアミス事故を受けて、航空管制官の疲労問題に対処するため、元国家運輸安全委員会（NTSB）の職員で睡眠の専門家が率いる専門家グループ（パネル）の設置に着手した。ウォール・ストリート・ジャーナルによると、このパネルは翌2024年1月から活動を開始し「最新の睡眠科学や疲労に関する知見を、航空管制官の勤務要件やスケジュールにどのように適用できるかを検討する」とされた。
（なお、アメリカの状況は深刻すぎて、対策を検討したものの十分に改善できなかったらしく、2025年1月29日には、首都ワシントンD.C.でアメリカン航空機と軍用ヘリ・ブラックホークによる空中衝突事故（アメリカン航空5342便空中衝突事故）が発生してしまった。）
その他の航空事故
航空事故の一覧 (2020年以降)も参照
- 1月2日 -  オーストラリア東部の観光地ゴールドコーストでヘリコプター2機が衝突する事故があり4人が死亡し、複数のけが人が出た[6]。
- 1月15日 -   ネパールの首都・カトマンズから中部の観光都市・ポカラに向けて飛行したイエティ航空691便（ATR 72-500型機）は午前11時半ごろ、着陸寸前で墜落した。乗員4名、乗客68名の全員が死亡した[7][8][9]。
- 4月6日 -  日本の沖縄県宮古島沖で陸上自衛隊の多用途ヘリコプターが墜落した。